# Daniel Aguiñaga
Daniel Ernesto Aguiñaga Contreras (León, Guanajuato, México; 14 de agosto de 1994) es un futbolista mexicano. Juega como defensa central en Tepatitlán FC de la Liga de Expansión MX.

## Trayectoria
Originario de León, Guanajuato y formado en el Deportivo Colegio de Guanajuato; es donde obtiene su oportunidad de formar parte de las inferiores del Atlético San Luis; equipo donde logró debutar y jugar varios partidos.

### Atlético San Luis
Debutó el 28 de julio de 2015, con Atlético San Luis, ante el Club León, con la escuadra potosina jugo varios partidos de Liga de Ascenso MX y Copa MX.

### Tepatitlán FC
Para el año 2016 formó parte del equipo de Tepatitlán FC, equipo que era filial de la escuadra potosina;  con los Alteños formó parte en varias etapas y divisiones; en dicha escuadra ha logrado el título de liga de la Segunda División el Campeonato de Asenso de la temporada 2017-2018 a la Liga de Ascenso MX.

### Loros UdeC
En la escuadra universitaria los Loros de la Universidad de Colima; también participó en varias temporadas en Segunda División, Liga de Ascenso MX y Copa MX, con dicha escuadra logró el ascenso a la liga de plata en la temporada 2018-2019.

### Tepatitlán FC (Segunda Etapa)
Después de la muerte del propietario de la escuadra canaria y la baja del club, regresa a los alteños ahora en la Liga de Expansión MX; con dicho conjunto logra el doblete de campeonatos; el de liga y el Campeón de Campeones de la temporada 2020-2021.

## Palmarés

### Campeonatos nacionales
| Título                     | Equipo         | País   | Año       |
| -------------------------- | -------------- | ------ | --------- |
| Segunda División           | Tepatitlán F.C | México | 2017      |
| Segunda División (Ascenso) | Tepatitlán F.C | México | 2017-18   |
| Segunda División (Ascenso) | Loros UdeC     | México | 2018-19   |
| Liga de Expansión MX       | Tepatitlán F.C | México | 2021      |
| Campeón de Campeones       | Tepatitlán F.C | México | 2020-2021 |